# Hotel La Florida
L'hotel La Florida és un edifici situat al costat del Parc d'Atraccions Tibidabo, a la part alta de la muntanya del mateix nom, catalogat com a bé amb elements d'interès (categoria C).

## Història
Projectat el 1924 per l'arquitecte Ramon Reventós i Farrarons, va ser un encàrrec del doctor Salvador Andreu, que volia construir un hotel en un emplaçament impressionant, tant per la ubicació, com per les vistes, per tal de reafirmar la importància del Tibidabo.
Durant la Guerra Civil, va ser utilitzat com a hospital militar. El 1950 es transformà altre cop en un gran hotel, on hi van fer nit personatges destacats de la política i de les arts, entre els quals Ernest Hemingway, James Stewart, la princesa Fabiola i el príncep de Bèlgica i Rock Hudson, fins al 1979, que va tancar. Després d'un temps d'abandonament, el 2001 va ser reformat i renovat. Hi han fet estada, entre d'altres, Bruce Springsteen, Barack i Michelle Obama, Steven Spielberg i Kate Capshaw.

## Descripció
Edifici aïllat d'estil noucentista, que per la seva forma, alçada i situació sobre la carena de la serra de Collserola, és visible des de molts punts de la ciutat i n'ha passat a formar part de lsky-line'. Consta de planta baixa i tres plantes pis amb coberta a quatre vessants i una planta semisoterrània.
Pensat com a gran establiment hoteler, a l'interior hi ha grans espais comunitaris. Les dues torres que flanquegen la façana principal donen esveltesa a un edifici de volum molt compacte. Està envoltat d'un important jardí en un costat del qual, fent cantonada, hi ha un dipòsit d'aigua, damunt del qual s'aixeca un templet de planta quadrada, amb arcs de mig punt a cada costat i cúpula en forma de casquet esfèric, de línies clàssiques.
La reforma del 2001 enllaça els elements originaris de l'art déco de la façana amb una arquitectura actual, que el dota de les comoditats d'un hotel modern.